# Zbyněk Hotový
Zbyněk Hotový (11. října 1953 – 29. listopadu 2019) byl český fotbalista, útočník, reprezentant Československa.

## Fotbalová kariéra
Za československou reprezentaci odehrál v letech 1981-1983 dvě utkání, dvakrát startoval i v reprezentačním B-mužstvu a jednou v olympijském výběru. V lize odehrál 177 utkání a dal 24 gólů. Za Slavii Praha (1976-1985), kam přišel z TJ Baník Most, odehrál celkem 406 zápasů a vstřelil 90 branek. V Poháru UEFA nstoupil ve 2 utkáních a dal 1 gól.

## Prvoligová bilance
| Ročník                                   | Zápasy | Góly | Minuty | Klub                |
| ---------------------------------------- | ------ | ---- | ------ | ------------------- |
| 1. československá fotbalová liga 1976/77 | 19     | 1    | –      | TJ Slavia IPS Praha |
| 1. československá fotbalová liga 1977/78 | 26     | 3    | –      | TJ Slavia IPS Praha |
| 1. československá fotbalová liga 1978/79 | 16     | 2    | –      | TJ Slavia IPS Praha |
| 1. československá fotbalová liga 1979/80 | 28     | 0    | –      | TJ Slavia IPS Praha |
| 1. československá fotbalová liga 1980/81 | 19     | 4    | –      | TJ Slavia IPS Praha |
| 1. československá fotbalová liga 1981/82 | 23     | 2    | –      | TJ Slavia IPS Praha |
| 1. československá fotbalová liga 1982/83 | 28     | 10   | –      | TJ Slavia IPS Praha |
| 1. československá fotbalová liga 1983/84 | 17     | 2    | –      | TJ Slavia IPS Praha |
| 1. československá fotbalová liga 1984/85 | 1      | 0    | 8      | TJ Slavia IPS Praha |
| CELKEM Fotbalová liga Československa     | 177    | 24   | –      |                     |